# 百度推广

百度推广标志

百度推广是百度公司推出的一种按效果付费的网络推广服务，于2001年推出，其形式为企业（或商家）在购买推广服务后，通过提交定制的关键词，其推广信息就会在网民相应的搜索结果中出现。由于將付費搜索結果與自然搜索結果混淆展示，且使用「推廣」一词，故是否为广告内容等各方面均存在争议。

## 概述
根据媒体报道，王湛于2000年7月加入百度公司后，百度开始策划推广收费模式。2001年，百度决定转变收费模式，由面向门户网站收取技术服务费转为面向更多企业收费，也就是百度推广，即让企业通过搜索引擎来推广产品和服务，这成为了百度发展壮大和赴美上市的基础。2009年，王湛又率队建立了凤巢系统（搜索推广专业版），由于这一贡献，使得王湛晋升为百度副总裁。而王湛又被称为“百度推广之父”。
百度推广的形式为在企业购买百度推广服务后，企业通过提交自己定制的关键词，其推广信息就会在网民相应的搜索结果中出现，并按照实际点击量进行收费，简称“按效果付费”（P4P）。而百度推广又有搜索推广、网盟推广、医疗推广、教育推广等产品，以搜索推广为例，用户输入关键词显示搜索结果后，排名靠前的为推广，而右侧的“推广链接”也需要投钱才能抢到位置。为了方便商家购买，百度在中国大陆各省份都有一个代理商，在海外亦设有代理商，而教育与医疗是百度推广的两大热门关键词分类。很多人为了保护自己品牌，都购买了百度推广业务。
此外，百度贴吧、百度百科、百度知道也有推广服务，其中百度百科可以为公司的企业名称、品牌等做百科词条，每年收费6998元，若不续费则认证信息将会被取消。而百度知道可以通过问答营销等形式做推广，这些推广内容又被称为“软广告”。

## 争议
由于將付費搜索結果與自然搜索結果混淆展示，且使用「推廣」一词，故百度推广各方面均存在争议。

### 关于百度推广是否是广告的争议
田军伟因在百度提供的推广链接中买到无法使用的产品而向海淀法院起诉百度涉嫌发布虚假广告。北京海淀区工商局表示，百度推广不是广告。2013年3月，百度向美国证监会提交的材料中描述，百度推广（P4P服务）不受中国广告法律法规监管。而在同年，上海市工商局浦东新区分局对10家在百度发布关键词竞价排名推广广告的民营医院进行处罚，并称“搜索引擎竞价排名符合《中华人民共和国广告法》的定义，属于商业广告”。而全國政協委員、南京中醫藥大學教授王旭東表示，百度推廣就是廣告，應受相關法規的嚴格管理，在2016年两会期间，她还建議嚴禁以「推廣」代替「廣告」。但这些说法一直存在争议，也成为了公眾關注的焦點之一。
2008年12月及2013年11月，海淀區工商局、北京市工商局分别就百度推广是否属于《广告法》调整范围，并向国家工商行政管理总局请示，但在答复时遭到拒绝。魏则西事件后的2016年4月26日上午10点半，8名公益机构的代表来到国家工商总局申请政府信息公开，内容为“百度推广是否属于广告”。同日，国家工商总局已经受理该申请，但未予答复。5月4日，北京市海澱區工商分局表示，“百度推广是否属于广告”已立案調查，但因為案情複雜已经延長期限。5月13日，國家工商總局表示，公益人員所要求公開的事項不屬於《中华人民共和國政府信息公開條例》所規定的政府信息。在国家工商总局发给公益人员的告知書中表示，搜索競價排名是否属于廣告仍存爭議。此外工商總局还起草了《互聯網廣告管理暫行辦法》（徵集意見稿），通過多種方式向社會公開徵求意見，待完成相關程序後將正式公佈。
根据2016年7月4日颁布，9月1日起施行的《互联网广告管理暂行办法》规定，“推销商品或者服务的付费搜索广告”属于互联网广告，因此百度推广属于广告。此外医疗、药品、特殊医学用途配方食品、医疗器械、农药、兽药、保健食品广告等，未经审查不得发布。为此，百度表示坚决拥护，将切实遵照执行。从8月31日起，所有在百度搜索显示的付费搜索结果中，均以“广告”标识出，取代了之前的“推广”和“商业推广”，此外基于用户搜索结果所提供的关键词广告也由“推广”修改为“广告”字样。
然而，在《互联网广告管理暂行办法》实施后，海淀区工商分局稽查大队执法人员使用百度搜索对200余家医疗单位进行了巡查，发现“广告”标识已经取代原来的“商业推广”，大部分医疗机构能够严格按照《暂行办法》的规定发布广告。但也有一些医疗机构仍然存在违规行为，例如付费搜索结果（广告）出现绝对化用语（如“台湾‘顶级’团队”、“90%的肝病患者前来医院就诊”、“北京海淀最好的妇科医院”，上述用语均为绝对化用语，违反《广告法》规定）和未取得医疗广告审查证明发布广告，执法人员表示未尽审查义务，并表示，在调查清楚后，将按照新的规定对涉案企业进行处罚。

### 涉嫌侵犯隐私
2013年某日，江苏南京的朱女士在百度上使用“减肥”、“隆胸”等关键词进行搜索，在她随后登录的其他网站里，出现了与这些关键词相关的广告。朱女士把这些网站关闭后重新打开，发现相关内容还是会出现。朱女士认为百度在未经允许的情况下记录她搜索的关键词，将她的兴趣爱好、生活学习工作特点等显露在其他网站上，还推送相关广告，属于侵犯隐私的行为，为此她将百度公司诉至南京市鼓楼区人民法院，请求判令对方停止侵权、立即道歉并赔偿她精神损害抚慰金1万元。经历两次审判，百度公司一审败诉，二审胜诉。而这一逆转可以看出互联网隐私权保护问题存在着一些争议。

### 移动端、网页端推广“双标准”问题
2018年4月，微信文章《我为什么不敢用百度搜索？》在朋友圈流传，称网友在手机上百度搜索“德邦物流”，排名第一的是所谓的“德邦物流官网”。他拨打网站上显示的电话并下单，结果收到物流时发现发货的并不是德邦物流，而是一家假冒德邦名义开设的山寨物流公司。在推广广告的网页上，无论名称、标志，还是热线电话，甚至网站域名，都与正规的德邦物流极其相似。根据中央人民广播电台中国之声记者调查，山寨德邦的收寄标准也与正牌有很大差别，山寨德邦只收超过30公斤以上的大件，最低起运费500元以上；而正牌德邦的最低起运费为60元。在两名工作人员上门取件时，他们出示的快递单与正牌德邦的快递单有一点微小差别。在左上角“德邦”的LOGO字样旁，还有一个极小的“付”字，因此“付德邦”即为该山寨德邦公司的名字。而接单的快递人员并非在北京市西城区就近指派，而是从30多公里外的通州区赶来。另外。两名上门取件的工作人员均没有穿着“德邦”的快递工作服。记者随后在移动端搜索“天天物流”，显示排名第一的是“菜鸟裹裹”，排名第二的是“安能物流”。之后记者尝试在百度搜索包括医院、酒店住宿在内的一些热门词条时，搜索榜排名靠前的经常也存在“干扰广告”，并且搜索的显示情况常常不同。由于手机端的屏幕大小限制，竞价排名靠前的广告很容易挤占位置，用户如果不往下划，可能很难找到真正要搜索的内容。事件发生后，百度公司通过百度推广官方微博发表声明，称由于百度在资质审核和授权关系方面的误判，导致了此次违规推广行为，向有关方面致歉，对非德邦物流使用“德邦物流”关键词推广的商户全部下线，对此次事件中受到损失的百度用户进行赔偿保障，并对媒体的监督报道表示感谢。在声明中写到，此前百度移动平台搜索“德邦物流”，出现了两个推广商户。报道中所述“付德邦”品牌，实际是一家名叫“德邦物流服务（深圳）有限公司”的企业。而另一个推广商户，名为深圳卡航德邦物流有限公司，还拥有德邦物流股份有限公司的官方商标授权书，后经德邦物流股份有限公司查实，德邦物流与上述两家公司没有任何关系，也并未对深圳卡航德邦物流有限公司进行过任何授权，其提交给百度审核的授权书系伪造。
另外，《南方都市报》记者也就该现象进行调查。据报道称，记者分别以“肾虚”、“胃炎”、“减肥”、“肌肉萎缩”为关键词，在百度网页端上进行搜索，发现在第一页搜索结果中，没有出现任何广告内容，只有一些网页信息和百科知识。而在移动端上，则给用户呈现的是另外的搜索结果，排名靠前的都是广告。